# Freycinetia insulana
Freycinetia insulana är en enhjärtbladig växtart som beskrevs av Huynh. Freycinetia insulana ingår i släktet Freycinetia och familjen Pandanaceae. Inga underarter finns listade.